# Dev Gore

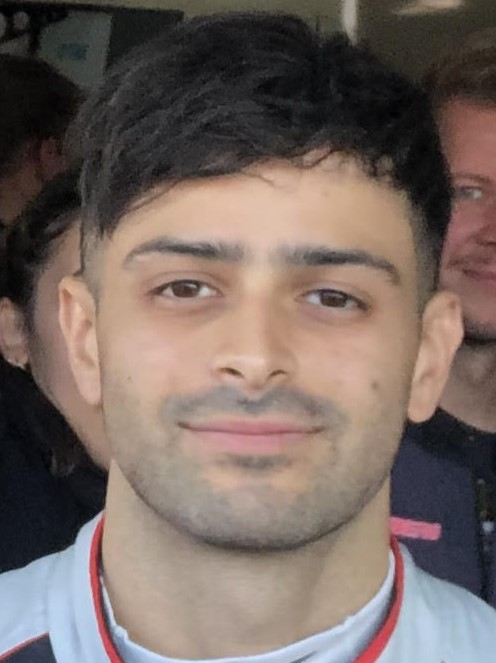
Dev Gore, 2022

Dev Gore (* 31. Juli 1997 in Oklahoma City) ist ein US-amerikanischer Automobilrennfahrer. Zurzeit (2022) wohnt er in Heidelberg, Deutschland.

## Karriere
Dev Gore begann seiner Rennfahrerkarriere im Jahre 2017 in der U.S. F2000 National Championship. Seine bisher besten Ergebnisse sind der 13. Gesamtrang in der U.S.-F2000-Meisterschaft im Jahre 2017 und Platz 13 in der Toyota Racing Series im Jahr 2018. In der DTM-Saison 2021 startete er auf einem Audi R8 LMS GT3 für das Team Rosberg und errang keine Meisterschaftspunkte. In der DTM-Saison 2022 liegt Gore mit 18 Punkten auf Rang 18 in der Meisterschaft. Sein bisher bestes Einzelergebnis ist der zweite Platz beim zweiten Lauf in Imola im Jahr 2022.

## Statistik

### Karrierestationen
| - 2017 U.S. F2000 National Championship (Formel 4) - 2018 Euroformel Open (Formel 3) - 2018 Toyota Racing Series (Formel 3) - 2019 Toyota Racing Series - 2019 Blancpain GT Serie Langstrecken Cup, Klasse PRO Cup - 2021 DTM: Platz 22 - 2022 DTM: Platz 17 |

### Besondere Einzelergebnisse

#### DTM-Saison 2022
| Team         | Fahrzeug        | Rennen                | Platzierung |
| ------------ | --------------- | --------------------- | ----------- |
| Team Rosberg | Audi R8 LMS GT3 | Imola - Rennen 2      | 2. Platz    |
| Team Rosberg | Audi R8 LMS GT3 | Hockenheim - Rennen 1 | 4. Platz    |